# Tolita Figueroa
Tolita Figueroa, (Ciudad de México, 6 de julio de 1957-27 de enero de 2025) fue una diseñadora mexicana de vestuario para ópera, cine y teatro. También  fue investigadora de estudios mayas de la Universidad Nacional Autónoma de México.

## Biografía
Hija del fotógrafo de cine Gabriel Figueroa, estudió la carrera de historia en la Universidad Nacional Autónoma de México de donde se graduó en 1980 especializándose en estudios mayas. Posteriormente, de 1982 a 1984, estudió la carrera de dirección y diseño teatral en el Centro Universitario de la UNAM, especializándose en escenografía y diseño de vestuario en la Academia de Bellas Artes en Roma, Italia.
Fue asistente del escenógrafo y director del INBA Alejandro Luna. Ha participado en el diseño de vestuario de importantes películas como Santa Sangre (1986) de Alejandro Jorodowski,  Cabeza de Vaca (1990) de Nicolás Echeverría y La invención de Cronos (1992) de Guillermo del Toro. Respecto a esta última película se hizo merecedora de ganar un premio Ariel por mejor escenografía y estuvo nominada por vestuario en 1993.
En 2007 fue premiada con la medalla de oro de vestuario en la Cuadrienal de Praga.

## Obra

### Como investigadora en estudios mayas
- García de Palacio, Diego; León Cázares, María del Carmen; Nájera C., Martha Ilia; Figueroa, Tolita (1983) [1576]. Carta-relación de Diego García de Palacio a Felipe II sobre la Provincia de Guatemala, 8 de marzo de 1576 ; Relación y forma que el licenciado Palacio, oidor de la Real Audiencia de Guatemala, hizo para los que hubieren de visitar, contar, tasar y repartir en las provincias de este distrito. México D.F.: Universidad Nacional Autónoma de México, Centro de Estudios Mayas, Instituto de Investigaciones Filológicas. ISBN 9789685806404.